# サムスン・ヤムジン
ヤムジン（Yamousine、朝: 야무진）は、三星自動車（現: ルノーコリア自動車）の商用車部門である三星商用車が製造していた1トントラックである。 
三星商用車としては最初で最後となる1トントラックである。 

## 概要
1998年11月25日、三星商用車の1トントラックとして当時、技術提携を結んでいた日産自動車のF23型アトラスをベースに「SV110」の名で販売を開始。エンジンは日産製であるTD27を搭載した。エアバッグを標準装備し、ケーブル式パーキングブレーキを採用した。
1999年9月、車名を「ヤムジン」に変更。
ヤムジンはヒュンダイ・ポーターやキア・ボンゴよりも安価な設定で1トントラック市場に参入したが、フレームが劣り2台に販売台数で勝てず、加えて三星商用車の破産ならびに商用車部門の清算という憂き目に遭ったことで、2000年11月にSM510、SM530（ビッグサム）と共に後継車種を設定されることなく廃止された。
三星商用車の破産以降、市場では部品供給が中断され、アフターサービスの面でひどく混乱した。

## スローガン
- 丈夫なヤムジントラック（SV110）